# Erkan Zengin
Erkan Zengin (Kulu, 5 agosto 1985) è un calciatore e allenatore di calcio svedese con cittadinanza turca, centrocampista o attaccante dell'IFK Haninge.

## Caratteristiche tecniche
È un'ala sinistra che può adattarsi anche a destra.

## Carriera

### Club
Zengin ha iniziato a giocare a calcio all'età di 6 anni a Norsborg, sobborgo della periferia sud-occidentale di Stoccolma, ma la sua permanenza nella locale formazione è durata solo poche settimane. Dopo circa tre anni in cui ha giocato nel tempo libero senza essere tesserato per nessuna squadra, è entrato a far parte del settore giovanile dell'Hammarby.
Tra il 2002 e il 2003 ha militato nella quarta serie nazionale con la squadra di sviluppo dell'Hammarby, denominata Hammarby Talang.
Il 6 aprile 2004 ha messo a referto la sua prima presenza in Allsvenskan, subentrando negli ultimi minuti della sfida interna pareggiata dall'Hammarby per 0-0 contro il Malmö FF. Quella partita, che coincideva anche con la prima giornata di campionato, risulterà essere la sua unica di quell'anno. Già nel corso della stagione successiva ha trovato maggiore spazio, con 22 presenze di cui 12 da titolare. Ha continuato a vestire la maglia biancoverde fino al termine dell'Allsvenskan 2008.
Nel gennaio 2009 è passato ai turchi del Beşiktaş, mediante un accordo che prevedeva un prestito fino all'estate e la possibilità di riscatto. Durante questo periodo, sotto la guida del tecnico Mustafa Denizli, ha fatto due apparizioni in Süper Lig ed altrettante in Coppa di Turchia, competizioni entrambe vinte dai bianconeri. Il Beşiktaş lo ha poi riscattato a titolo definitivo per una cifra vicina ai 3 milioni di corone svedesi.
Inutilizzato nella prima parte della stagione 2009-2010, è stato ceduto in prestito fino alla fine del campionato ad un'altra formazione turca, l'Eskişehirspor. Dopo alcune buone prestazioni, il club rossonero ha deciso di riscattarlo con un contratto biennale, in seguito rinnovato fino al 2014 e ancora successivamente fino al 2017.
La sua prima parentesi all'Eskişehirspor è durata cinque anni fino al gennaio 2015, quando il giocatore è passato al Trabzonspor nonostante una trattativa ben avviata con il Fenerbahçe, che sarebbe stata la destinazione preferita dallo stesso Zengin. A favorire la cessione sono stati anche i problemi economici a lungo termine dell'Eskişehirspor, che dal trasferimento ha incassato 2,25 milioni di euro. All'esordio ufficiale con la maglia del Trabzonspor, avvenuto contro il Sivasspor contro cui è subentrato al 64' minuto, ha servito due assist.
Dopo l'anno e mezzo trascorso al Trabzonspor, Zengin è tornato all'Eskişehirspor nel luglio 2016 con un contratto di tre anni. La squadra, che nel frattempo era scesa in TFF 1. Lig, è arrivata (grazie anche agli 11 gol di Zengin) fino alla finale promozione, persa però ai rigori contro il Göztepe. Ha lasciato la squadra nel marzo 2018, anche se già a gennaio circolavano sui media notizie su una sua rescissione.
Sempre nel marzo 2018, mentre la finestra di mercato di gran parte dei campionati era chiusa fino all'estate, Zengin è tornato a giocare in Svezia per vestire nuovamente i colori dell'Hammarby, seppur con un contratto di breve durata fino alla riapertura del calciomercato estivo. Durante questo periodo però ha giocato solo tre partite, anche con la complicità di alcuni problemi fisici. L'Hammarby ha poi scelto di lasciare libero il giocatore una volta raggiunta la scadenza contrattuale.
Il 1º agosto 2018 è stato reso noto il suo ingaggio da parte dei turchi del Fatih Karagümrük, squadra militante nella terza serie nazionale che al termine di quella stagione conquisterà la promozione in TFF 1. Lig. Il 16 ottobre 2019 ha assunto il duplice ruolo di allenatore-giocatore, incarico però mantenuto solo per poche settimane fino alla sua partenza dal club.
Nel novembre 2019 infatti ha lasciato il Fatih Karagümrük e a gennaio ha firmato un contratto con l'Adana Demirspor, anch'essa squadra della TFF 1. Lig, anche se per la seconda parte della stagione 2020-2021 è passato al Tuzlaspor prima della sospensione del campionato per la pandemia di COVID-19.
Nel 2022 e nel 2023 ha giocato in Division 3, il quinto livello del calcio svedese, con la maglia del Segeltorps IF. Nel 2024 è passato in quarta serie all'IFK Haninge, dove ha ricoperto il duplice ruolo di giocatore e allenatore, risultando il miglior centrocampista dell'intero campionato, e allo stesso tempo guidando la squadra al primo posto con quindici punti di vantaggio sulla seconda classificata, ottenendo così la promozione in Ettan.

### Nazionale
Grazie al doppio passaporto, Zengin ha potuto giocare sia per la Turchia Under-19 che successivamente per la Svezia Under-21.
Con la nazionale maggiore svedese è stato convocato per gli Europei 2016. In questa competizione ha giocato, da subentrante, l'ultima partita della fase a gironi persa contro il Belgio.

## Statistiche

### Cronologia presenze e reti in nazionale
| Cronologia completa delle presenze e delle reti in nazionale ― Svezia | Cronologia completa delle presenze e delle reti in nazionale ― Svezia | Cronologia completa delle presenze e delle reti in nazionale ― Svezia | Cronologia completa delle presenze e delle reti in nazionale ― Svezia | Cronologia completa delle presenze e delle reti in nazionale ― Svezia | Cronologia completa delle presenze e delle reti in nazionale ― Svezia | Cronologia completa delle presenze e delle reti in nazionale ― Svezia | Cronologia completa delle presenze e delle reti in nazionale ― Svezia |
| Data                                                                  | Città                                                                 | In casa                                                               | Risultato                                                             | Ospiti                                                                | Competizione                                                          | Reti                                                                  | Note                                                                  |
| --------------------------------------------------------------------- | --------------------------------------------------------------------- | --------------------------------------------------------------------- | --------------------------------------------------------------------- | --------------------------------------------------------------------- | --------------------------------------------------------------------- | --------------------------------------------------------------------- | --------------------------------------------------------------------- |
| 26-3-2013                                                             | Zilina                                                                | Slovacchia                                                            | 0 – 0                                                                 | Svezia                                                                | Amichevole                                                            | -                                                                     |                                                                       |
| 3-6-2013                                                              | Malmö                                                                 | Svezia                                                                | 1 – 0                                                                 | Macedonia                                                             | Amichevole                                                            | -                                                                     | 80’                                                                   |
| 14-8-2013                                                             | Solna                                                                 | Svezia                                                                | 4 – 2                                                                 | Norvegia                                                              | Amichevole                                                            | -                                                                     | 65’                                                                   |
| 28-5-2014                                                             | Copenaghen                                                            | Danimarca                                                             | 1 – 0                                                                 | Svezia                                                                | Amichevole                                                            | -                                                                     | 84’                                                                   |
| 1-6-2014                                                              | Solna                                                                 | Svezia                                                                | 0 – 2                                                                 | Belgio                                                                | Amichevole                                                            | -                                                                     | 72’                                                                   |
| 4-9-2014                                                              | Solna                                                                 | Svezia                                                                | 2 – 0                                                                 | Estonia                                                               | Amichevole                                                            | -                                                                     | 64’                                                                   |
| 8-9-2014                                                              | Vienna                                                                | Austria                                                               | 1 – 1                                                                 | Svezia                                                                | Qual. Euro 2016                                                       | 1                                                                     |                                                                       |
| 9-10-2014                                                             | Solna                                                                 | Svezia                                                                | 1 – 1                                                                 | Russia                                                                | Qual. Euro 2016                                                       | -                                                                     | 32’                                                                   |
| 12-10-2014                                                            | Solna                                                                 | Svezia                                                                | 2 – 0                                                                 | Liechtenstein                                                         | Qual. Euro 2016                                                       | 1                                                                     |                                                                       |
| 15-11-2014                                                            | Podgorica                                                             | Montenegro                                                            | 1 – 1                                                                 | Svezia                                                                | Qual. Euro 2016                                                       | -                                                                     | 86’                                                                   |
| 18-11-2014                                                            | Marsiglia                                                             | Francia                                                               | 1 – 0                                                                 | Svezia                                                                | Amichevole                                                            | -                                                                     | 67’                                                                   |
| 27-3-2015                                                             | Chișinău                                                              | Moldavia                                                              | 0 – 2                                                                 | Svezia                                                                | Qual. Euro 2016                                                       | -                                                                     | 85’                                                                   |
| 31-3-2015                                                             | Solna                                                                 | Svezia                                                                | 3 – 1                                                                 | Iran                                                                  | Amichevole                                                            | -                                                                     | 65’                                                                   |
| 8-6-2015                                                              | Oslo                                                                  | Norvegia                                                              | 0 – 0                                                                 | Svezia                                                                | Amichevole                                                            | -                                                                     | 62’                                                                   |
| 14-6-2015                                                             | Solna                                                                 | Svezia                                                                | 3 – 1                                                                 | Montenegro                                                            | Qual. Euro 2016                                                       | -                                                                     | 64’                                                                   |
| 8-9-2015                                                              | Solna                                                                 | Svezia                                                                | 1 – 4                                                                 | Austria                                                               | Qual. Euro 2016                                                       | -                                                                     | 62’                                                                   |
| 9-10-2015                                                             | Vaduz                                                                 | Liechtenstein                                                         | 0 – 2                                                                 | Svezia                                                                | Qual. Euro 2016                                                       | -                                                                     |                                                                       |
| 12-10-2015                                                            | Solna                                                                 | Svezia                                                                | 2 – 0                                                                 | Moldavia                                                              | Qual. Euro 2016                                                       | 1                                                                     |                                                                       |
| 24-3-2016                                                             | Adalia                                                                | Turchia                                                               | 2 – 1                                                                 | Svezia                                                                | Amichevole                                                            | -                                                                     | 62’                                                                   |
| 30-5-2016                                                             | Malmö                                                                 | Svezia                                                                | 0 – 0                                                                 | Slovenia                                                              | Amichevole                                                            | -                                                                     | 46’                                                                   |
| 22-6-2016                                                             | Nizza                                                                 | Svezia                                                                | 0 – 1                                                                 | Belgio                                                                | Euro 2016 - 1° turno                                                  | -                                                                     | 82’                                                                   |
| Totale                                                                |                                                                       | Presenze                                                              | 21                                                                    |                                                                       | Reti                                                                  | 3                                                                     |                                                                       |

## Palmarès
- Campionato turco: 1

Beşiktaş: 2008-2009
- Coppa di Turchia: 1

Beşiktaş: 2008-2009